# فرهنگ فارسی مدرسه سپهسالار
فرهنگ فارسی مدرسهٔ سپهسالار یک فرهنگ لغت فارسی است که از اصل آن، تنها یک نسخه وجود دارد که در کتابخانهٔ مدرسهٔ سپهسالار نگهداری می‌شود. این نسخه نه اسمی دارد و نه نشانه‌ای از فراهم‌آورندهٔ آن مشخص است، اما شباهت‌هایی با فرهنگ تحفةالاحباب دارد.

## تصحیح
این کتاب با تصحیح علی‌اشرف صادقی از سوی نشر سخن منتشر شده‌است. 